# Korpus (botanika)

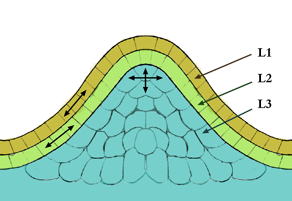
Schemat wierzchołka wzrostu: L3 – korpus

Korpus – element stożka wzrostu u okrytozalążkowych. W skład korpusu wchodzą komórka inicjalna oraz jej pochodne. Komórki te znajdują się pod warstwą zewnętrzną określaną nazwą tunika. Komórki korpusu są duże i tworzą nieregularny układ. Dzielą się zarówno peryklinalnie, jak i antyklinalnie. Korpus wraz z tuniką tworzą tkankę protomerystemu.